# SMS König Albert
SMS König Albert era la quarta nave da battaglia della Classe Kaiser della Kaiserliche Marine. Lo scafo della König Albert fu impostato il 17 luglio 1910 presso i cantieri navali Schichau-Werke di Danzica, varata nel 27 aprile 1912, entrò in servizio il 31 luglio 1913. La nave era dotata di dieci cannoni da 305 mm (12,0 pollici) in cinque torrette binate, ed poteva sviluppare una velocità massima di 22,1 nodi (40,9 km/h). La König Albert fu assegnata al III. Geschwader (IIIª squadra da battaglia), successivamente al VI. Geschwader della Hochseeflotte durante prima guerra mondiale.
Insieme alle sue quattro pari classe, la SMS Kaiser, la SMS Friedrich der Grosse, la SMS Kaiserin, e la SMS Prinzregent Luitpold, la König Albert prese parte alle più importanti azioni della flotta tedesca, ma era sottoposta a manutenzione in bacino durante la battaglia dello Jutland il 31 maggio – 1º giugno 1916. Partecipò anche all'Operazione Albion nel Mar Baltico alla fine del 1917.
Dopo la resa della Germania e la sigla dell'armistizio nel novembre 1918, la König Albert fu condotta insieme alla maggior parte della Hochseeflotte presso la base della marina britannica di Scapa Flow. Le navi vennero disarmate e dotate del minimo degli uomini necessari al governo mentre gli Alleati discutevano le clausole del trattato di Versailles. Il 21 giugno 1919, giorni prima della firma del trattato, il comandante della flotta tedesca internata, il contrammiraglio Ludwig von Reuter, ordinò alle sue navi di autoaffondarsi per evitare che cadessero in mani britanniche. La König Albert fu recuperata nel luglio 1935 e demolita per recuperarne i metalli nel 1936.

## Costruzione e caratteristiche

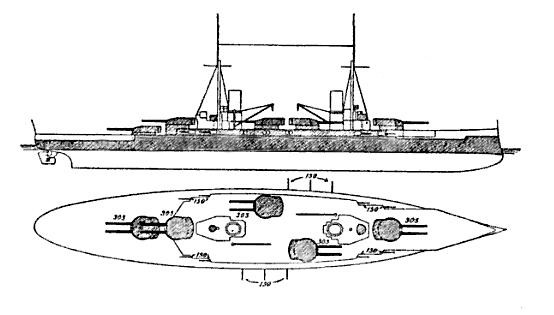
Schema della protezione della nave, in scuro le aree protette da corazza.

Ordinata sotto il nome di Ersatz Ägir a sostituzione della obsoleta corazzata costiera SMS Ägir, la König Albert fu impostata presso i cantieri Schichau-Werke di Danzica il 17 luglio 1910. Fu varata il 27 aprile 1912; La principessa Matilde di Sassonia battezzò la nave, e suo fratello, l'ultimo re di Sassonia, Federico Augusto III di Sassonia tenne il discorso inaugurale. Dopo la fine dei lavori di allestimento, entrò in servizio 31 luglio 1913.
La König Albert aveva una lunghezza fuori tutto di 172,4 m ed un baglio massimo di 29 m. Dislocava 27.000 t con un'altezza di 29 m ed un pescaggio a prua di 9,1 m e di 8,8 m a poppa. La propulsione era assicurata da tre gruppi turboriduttori della ditta Schichau, alimentati da 16 caldaie a carbone. Le turbine permettevano una velocità massima di 22,1 nodi. La nave poteva trasportare 3.600 t di carbone, che garantiva un'autonomia massima di 7.900 miglia alla velocità di crociera di 12 nodi. L'equipaggio era formato da 41 ufficiali e da 1.043 marinai.
La König Albert era dotata di una batteria principale di dieci cannoni 30,5 cm SK L/50 in cinque torrette binate. La disposizione delle torrette abbandonava il precedente schema esagonale delle navi da battaglia tedesche, infatti tre delle cinque torrette erano montate sulla linea di mezzeria della nave, una a prua e due a poppa montate su due livelli. le altre due erano poste en echelon a centronave, in modo che potessero sparare su entrambe le bordate. Le batterie secondarie erano costituite da quattordici cannoni 15 cm SK L/45 da 150 mm di calibro, posti in casamatta ed otto 8,8 cm SK L/45 da 8,8 mm sempre in casamatta e quattro cannoni antiaerei 8,8 cm L/45. L'armamento della nave era completato da cinque tubi lanciasiluri da 500 mm montati sotto la linea di galleggiamento; uno a prua e gli altri quattro su i due bordi.

## Servizio
La König Albert fu l'ultima, di cinque, nave della sua classe ad essere varata ma fu la terza ad entrare in servizio, prima della SMS Kaiserin, per un guasto alla turbina, e della SMS Prinzregent Luitpold per i problemi derivanti la mancata installazione del motore diesel. Nel dicembre 1913 fu scelta per far parte di una speciale "Divisione separata", insieme alla pari classe SMS Kaiser e l'incrociatore leggero SMS Strassburg. La Divisione fu posta sotto il comando del contrammiraglio, Konteradmiral von Rebeur Paschwitz ed inviata in crociera verso il Sud America, per valutare l'affidabilità del nuovo, per l'epoca, sistema di propulsione a turbina e mostrare il crescente potenziale marittimo tedesco. Le tre navi partirono il 9 dicembre 1913 e si diressero verso le colonie tedesche dell'Africa Occidentale. Le navi visitarono Lomé nel Togoland, Duala e Victoria nel Kamerun, e Swakopmund nella Africa Tedesca del Sud-Ovest. Dall'Africa, le navi navigarono verso Sant'Elena e poi verso Rio de Janeiro, dove arrivarono il 15 febbraio 1914. Il Strassburg si separò per visitare Buenos Aires, per poi raggiungere le navi da battaglia a Montevideo. Le tre navi doppiarono Capo Horn e e poi si diressero verso Valparaíso, in Cile, arrivando il 2 aprile dove rimasero due settimane.
L'11 aprile, partirono da Valparaiso per il lungo viaggio di ritorno in Germania durante il quale visitarono molti altri porti, tra cui Bahía Blanca, in Argentina, prima di tornare a Rio de Janeiro. Il 16 maggio le navi lasciarono Rio de Janeiro per attraversare l'Atlantico; si fermarono a Capo Verde, Madeira, e Vigo in Spagna. La König Albert, la Kaiser, e il Strassburg arrivarono a Kiel il 17 giugno 1914. Durante la crociera, percorsero circa 20.000 miglia nautiche (37.000 km). Il 24 giugno, la "Divisione separata" venne sciolta e la König Albert e la Kaiser tornò al III.Geschwader (III squadra da battaglia della V divisione) della Hochseeflotte.

### Prima guerra mondiale

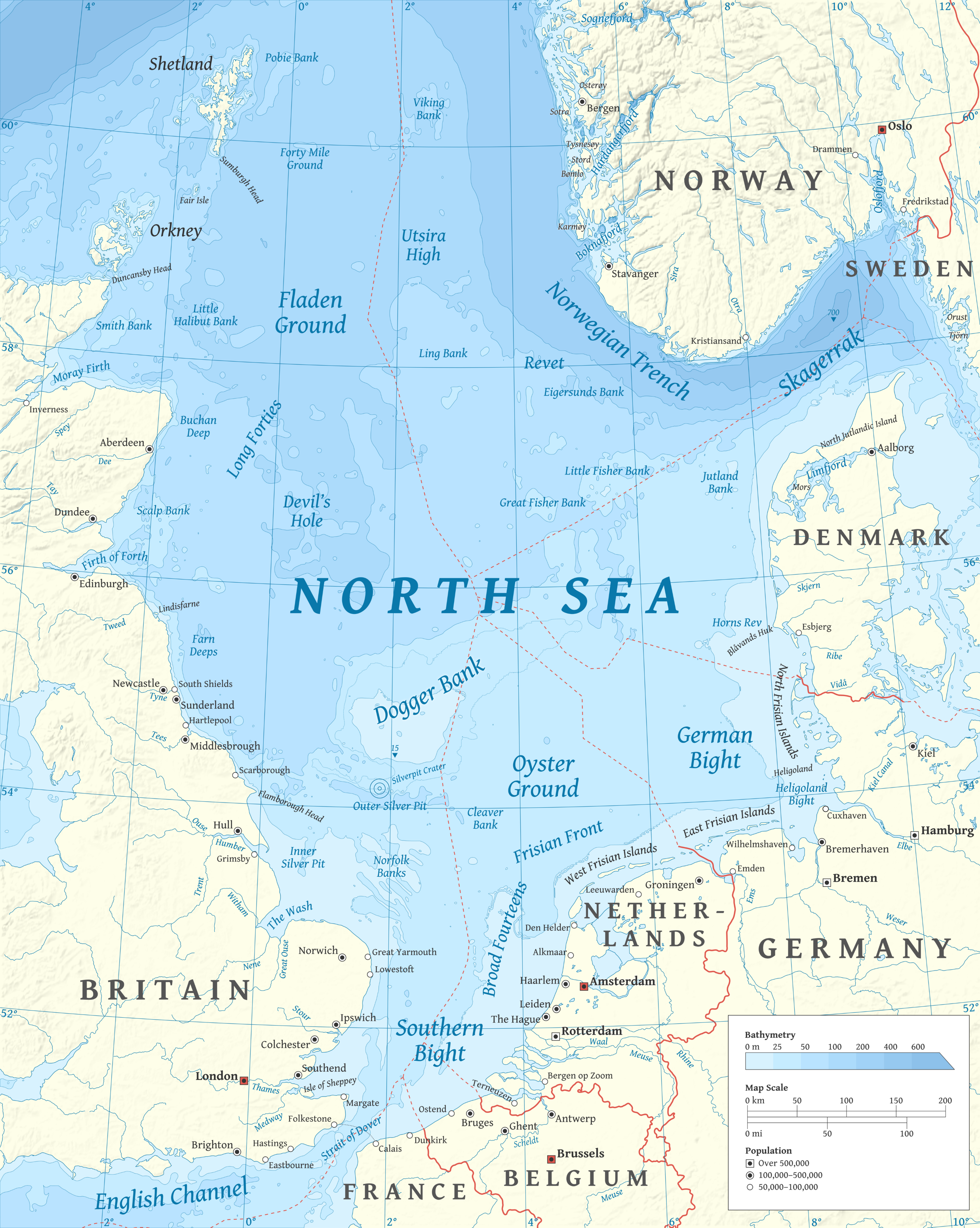
Il Mare del Nord, dove si svolsero le principali azioni condotte dalla flotta imperiale tedesca.

Nei primi due anni di guerra, la Hochseeflotte, con la König Albert in linea, condusse una serie di incursioni e ricognizioni in forze nel Mare del Nord. La prima si tenne fra il 2 ed il 3 novembre 1914, senza incontrare le forze britanniche avversarie. L'ammiraglio Friedrich von Ingenohl, al comando della Hochseeflotte, adottò una strategia che prevedeva l'uso degli incrociatori da battaglia del contrammiraglio Franz von Hipper, il I.Aufklärungsgruppe (I Gruppo da ricognizione), per bombardare le città costiere britanniche attirando, così, parti della Grand Fleet dove sarebbero state attaccate dall'intera Hochseeflotte. Il bombardamento di Scarborough, Hartlepool e Whitby del 15–16 dicembre 1914 fu il primo di questi tentativi. La sera del 15 dicembre, una flotta consistente in 12 navi da battaglia—compresa la König Albert e le sue quattro pari classe ed otto pre-dreadnought tedesche si avvicinò fino a 10 miglia da una squadra isolata di sei navi da battaglia britanniche. Tuttavia, i combattimenti nel buio fra i cacciatorpediniere di scorta convinsero von Ingenohl di avere di fronte l'intera Grand Fleet. Per ordine diretto del Kaiser Guglielmo II non si doveva rischiare la flotta senza la sicurezza di un successo, quindi, von Ingenohl preferì disimpegnarsi e si ritirò verso i porti tedeschi.
In seguito alla perdita della SMS Blücher nella battaglia di Dogger Bank nel gennaio 1915, il Kaiser rimosse l'ammiraglio von Ingenohl il 2 febbraio. L'ammiraglio Hugo von Pohl lo sostituì al comando della flotta. L'ammiraglio von Pohl condusse una serie di incursioni nel Mare del Nord nel 1915 a cui la König Albert prese parte. Il 29 marzo, seguì la flotta tedesca al largo di Terschelling senza incontrare il nemico. Un'altra seguì il 17–18 aprile, quando König Albert con il resto della flotta scortò un'operazione di minamento condotta dal II Aufklärungsgruppe. Un'altra sortita della flotta fu effettuata tre giorni dopo, il 22 aprile verso il Dogger Bank, senza ancora incontrare forze britanniche. Il 15 maggio, una bronzina dell'asse della turbina di dritta si danneggiò, costringendo l'equipaggio a disconnetterla dall'asse portaelica. Le turbine sugli altri due assi permisero alla nave di mantenere una velocità di 18 nodi. Il 29–30 maggio, venne organizzata un'altra uscita ma quando la flotta raggiunse l'altezza di Schiermonnikoog dovette tornare indietro a causa del maltempo. La flotta rimase in porto fino al 10 agosto, quando navigò a nord dell'isola di Helgoland per coprire il rientro della nave corsara SMS Meteor. Un mese dopo, il 11–12 settembre, la flotta scortò un'altra operazione di posa delle mine al largo dello Swarte Bank. L'ultima operazione dell'anno, il 23–24 ottobre, fu una sortita senza incontri verso le secche di Horns Rev (costa ovest della Danimarca).
Il 12 gennaio 1916, l'ammiraglio Reinhard Scheer sostituì von Pohl, che era affetto da un cancro al fegato, al comando della flotta. Scheer propose una condotta più aggressiva per cercare il confronto con la Grand Fleet; ricevette l'approvazione del Kaiser in febbraio. La prima operazione condotta da Scheer fu una sortita del 5–7 marzo, al largo delle coste olandesi. Il 25–26 marzo, Scheer cercò di intercettare le forze navali britanniche che avevano attaccato il porto di Tondern, ma non riuscì a localizzarle. Un'ulteriore sortita verso l'Horns Reef seguì il 21–22 aprile. IL 24 aprile, prese parte ad un altro attacco conto la costa inglese, ancora in supporto all'azione degli incrociatori da battaglia del I. Aufklärungsgruppe. La König Albert ed il resto della flotta tedesca seguì in supporto. L'incrociatore da battaglia SMS Seydlitz urtò una mina e dovette ritirarsi. Gli altri incrociatori da battaglia bombardarono la città di Lowestoft senza inconvenienti, ma durante l'avvicinamento a Yarmouth, incontrarono gli incrociatori britannici della Harwich Force. Si svolse un breve scambio di artiglieria interrotto dalla ritirata della Harwich Force. Segnalazioni dell'attività dei sommergibili britannici nell'area convinsero al ritiro il I. Aufklärungsgruppe. A questo punto, l'ammiraglio Reinhard Scheer, che era stato avvertito dell'uscita della Grand Fleet dalla sua base di Scapa Flow, decise il ritiro della flotta in acque tedesche.
Dopo il bombardamento di Yarmouth, molte navi del III. Geschwader ebbero problemi agli impianti dei condensatori del vapore. Tra queste la König Albert che dovette cambiare le tubolature dei tre condesatori principali presso un cantiere navale. Il 29 maggio fu condotta presso i cantieri cantieri imperiali di Wilhelmshaven due giorni prima della partenza della flotta per la Battaglia dello Jutland. I lavori si protrassero fino al 15 giugno, e per questa ragione, la König Albert fu l'unica nave da battaglia tedesca in servizio a non partecipare alla battaglia. Il 18 agosto 1916, la König Albert prese parte ad un'operazione per bombardare la città costiera inglese di Sunderland. L'ammiraglio Scheer organizzò una sortita in forze, simile a quella che portò alla battaglia dello Jutland: i due incrociatori da battaglia in condizioni operative —SMS Moltke e SMS Von der Tann — affiancati da tre navi da battaglia veloci, avrebbero bombardato la città costiera inglese di Sunderland nel tentativo di attirare e distruggere la squadra degli incrociatori da battaglia di David Beatty. L'ammiraglio Scheer con il resto della Hochseeflotte, avrebbe seguito in copertura. Nell'avvicinamento alla costa inglese, Scheer deviò verso nord in seguito a rapporti errati da parte di uno zeppelin che indicava unità britanniche nell'area. In seguito a ciò il bombardamento non fu effettuato e alle 14:35, Scheer fu avvisato dell'avvicinarsi della Grand Fleet, e non volendo affrontare di nuovo l'intera flotta britannica appena 11 settimane dopo la battaglia dello Jutland, si ritirò verso i porti tedeschi.
Un'altra incursione in forze fu portata il 18–19 ottobre, ma senza incontrare navi avversarie. Dopo furono condotte delle esercitazioni di squadra nel Mar Baltico, e durante la crociera di ritorno il III. Geschwader fu inviato in supporto alla missione di soccorso per il recupero di due sommergibili arenati sulla costa danese. La flotta fu riorganizzata il primo dicembre; Le quattro navi della classe König rimasero nel III Geschwader,insieme alla nuova SMS Bayern, mentre le cinque navi della classe Kaiser, tra cui la König Albert, furono trasferite al IV. Geschwader (IV squadra da battaglia). La König Albert, nella prima parte del 1917, non prese parte a rilevanti operazioni ed il 18 agosto fu condotta nel cantiere imperiale di Kiel per manutenzione, fino al 23 settembre.

#### Operazione Albion

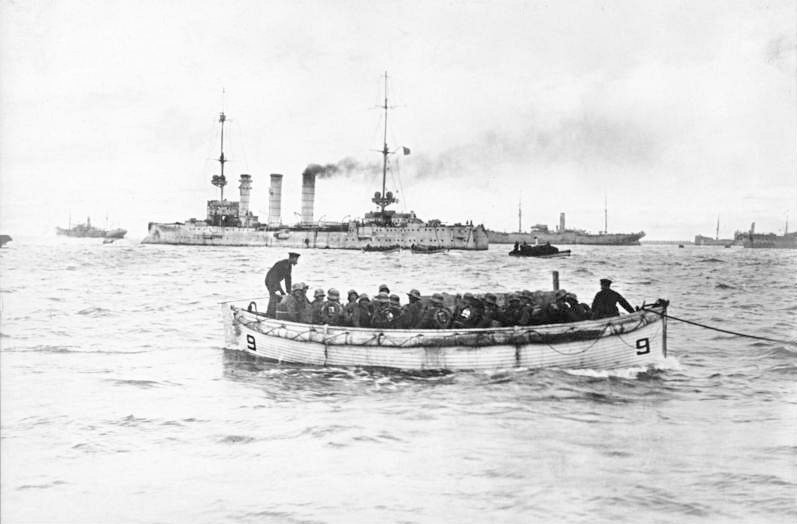
Truppe tedesche sbarcano sull'isola di Ösel

Agli inizi di settembre del 1917, in seguito alla conquista tedesca del porto di Riga, la marina imperiale tedesca decise di eliminare le forze navali russe che ancora tenevano il golfo di Riga. Il 18 settembre, lo Admiralstab (lo Stato Maggiore della Marina) emanò l'ordine per un attacco congiunto con l'esercito per la conquista delle isole baltiche di Ösel e di Moon. Le forze navali, costituite in un'unità speciale (Sonderverband), erano condotte dall'ammiraglia, la Moltke, con il III. e IV. Geschwader della Hochseeflotte. Insieme ad esse completavano la flotta nove incrociatori leggeri, tre flottiglie di torpediniere, decine di posamine e dragamine, l'intera task force comprendeva circa 300 navi ed era supportata da 100 aerei e sei dirigibili. Contro le forze tedesche i russi opponevano le vecchie pre-dreadnought Slava e Tsesarevitch, l'incrociatore corazzato Bayan, l'Admiral Makarov, ed il Diana, 26 cacciatorpediniere, e molte torpediniere e cannoniere.
L'operazione iniziò il 12 ottobre, quando la Moltke e le navi del III. Geschwader iniziarono a bombardare le postazioni russe nella baia di Tagga (Tagalaht) mentre la König Albert ed il resto del IV. Geschwader colpivano le batterie sul promontorio di Sworbe dell'isola di Ösel. Le artiglierie costiere russe furono presto ridotte al silenzio dai cannoni delle navi tedesche. la mattina del 14, la König Albert, la Friedrich der Grosse, e laKaiserin furono inviate in supporto delle truppe che avanzavano verso il villaggio di Anseküll. La König Albert e la Kaiserin furono inviate a bombardare le batterie russe situate presso il villaggio di Zerel, ma una fitta nebbia ritardò l'inizio delle operazioni. Le batterie russe aprirono per prime il fuoco, a cui le due navi risposero rapidamente. La Friedrich der Grosse venne in aiuto delle altre due navi e tutte e tre lanciarono, in totale, 120 proietti di calibro maggiore contro le batterie di Zerel nello spazio di un'ora. costringendo alla fuga la maggior parte degli artiglieri russi.
La notte del 15 ottobre, la König Albert e la Kaiserin furono inviate presso Putzig. Il 19, furono raggiunte a Putzig dalla Friedrich der Grosse, che proseguì per Arensburg insieme alla Moltke. Il mattino dopo, il viceammiraglio Schmidt ordinò lo sciogliemento dell'unità navale speciale; in un comunicato per il quartier generale, Schmidt scrisse che "La Kaiserin e la König Albert potevano lasciare immediatamente Putzig per raggiungere il Mare del Nord." Quindi le due navi si diressero a Kiel attraverso Danzica, dove attraversarono il canale Kaiser Wilhelm verso il Mare del Nord. Dopo il ritorno nel Mare del Nord, il 23 October, la König Albert fece da ammiraglia di una squadra di navi da battaglia, tra cui la Kaiserin, la SMS Nassau, la SMS Rheinland, e l'incrociatore da battaglia SMS Derfflinger, in supporto di un'operazione di sminamento del golfo di Germania. Dopo la missione riprese le attività di pattugliamento nelle acque tedesche.

### Destino finale

Mappa della posizione dei relitti delle navi affondate a Scapa Flow, la König Albert è contrassegnata con il numero 14; click per ingrandire

La König Albert e le sue quattro pari classe avrebbe dovuto partecipare all'ultima azione della Hochseeflotte. Dalla base di Wilhelmshaven, la flotta tedesca, si sarebbe diretta in forze contro le coste inglesi per affrontare la Grand Fleet; Scheer—ora il Großadmiral della flotta—si proponeva di infliggere il massimo dei danni alla flotta britannica, per ottenere migliori condizioni di resa, sacrificando la flotta tedesca. Tuttavia molti dei marinai ritenevano che l'operazione avrebbe impedito le trattative per la pace e prolungato la guerra. La mattina del 29 ottobre 1918, fu dato l'ordine, per il giorno dopo, di salpare da Wilhelmshaven. Dalla notte del 29 ottobre, i marinai sulla SMS Thüringen e su molte altre navi da battaglia, si ammutinarono. La König Albert rimase fino al 10 novembre di guardia al largo, nel golfo. Il fatto mantenne l'equipaggio lontano dagli ammutinati, finché torno in porto, allora anche il suo equipaggio prese parte ai disordini. La rivolta costrinse Hipper e Scheer a cancellare l'operazione. Informato della situazione il Kaiser affermò:Non ho più una marina.
In seguito alla resa della Germania nel novembre 1918, la maggior parte della Hochseeflotte, sotto il comando del contrammiraglio Ludwig von Reuter, fu condotta presso la base navale britannica di Scapa Flow. Prima della partenza della flotta tedesca, l'ammiraglio Adolf von Trotha esplicitò a von Reuter, che, in ogni caso, le navi non potevano essere consegnate agli Alleati. La flotta tedesca si incontrò con l'incrociatore leggero britannico HMS Cardiff, che la portò verso la grande scorta di navi alleate che doveva condurla fino a Scapa Flow. La flotta alleata era composta da circa 370 navi britanniche, statunitensi e francesi. Una volta confinate a Scapa Flow, alle navi furono rimossi gli otturatori dei cannoni per renderli inservibili ed i loro equipaggi furono ridotti a 200 tra ufficiali e marinai.
La flotta rimase prigioniera durante i negoziati che condussero alla firma del trattato di Versailles. Von Reuter riteneva che la Royal Navy si sarebbe impossessata delle navi il 21 giugno, che era la scadenza imposta alla Germania per la firma del trattato. Non essendo a conoscenza della proroga dell'ultimatum fissata al 23, Reuter decise di dare l'ordine di affondare le navi. La mattina del 21 giugno, la flotta britannica lasciò Scapa Flow per condurre delle esercitazioni in mare, e alle 11:20 Reuter trasmise l'ordine alle sue navi. La König Albert si rovesciò affondando alle 12:54. Il 31 luglio 1935, la nave fu recuperata e demolita l'anno dopo presso Rosyth.

### Riferimenti
1. 1 2  Hildebrand Röhr & Steinmetz, p. 109.
2. 1 2  Staff, Battleships, p. 6.
3. 1 2 3 4 5  Staff, Battleships, p. 20.
4. 1 2 3 4 5  Gröner, p. 26.
5. ↑  Staff, Battleships, p. 4.
6. ↑  Staff, Battleships, pp. 18, 22.
7. ↑  Staff (Vol. 2), pp. 10-11.
8. ↑  Staff (Vol. 1), p. 11.
9. ↑  Staff, Battleships, p. 11.
10. ↑  Herwig, pp. 149-150.
11. ↑  Tarrant, p. 31.
12. ↑  Tarrant, pp. 31-33.
13. ↑  Tarrant, pp. 43-44.
14. 1 2 3 4  Staff, Battleships, pp. 15, 21.
15. 1 2 3 4 5 6  Staff, Battleships, p. 21.
16. ↑  Tarrant, p. 49.
17. ↑  Tarrant, p. 50.
18. ↑  Staff, Battleships, pp. 32, 35.
19. ↑  Tarrant, p. 53.
20. ↑  Tarrant, p. 54.
21. ↑  Tarrant, p. 56.
22. ↑  Tarrant, p. 62.
23. ↑  Massie, p. 682.
24. ↑  Staff, Battleships, p. 15.
25. ↑  Massie, p. 683.
26. ↑  Halpern, p. 214.
27. ↑  Halpern, p. 213.
28. ↑  Halpern, pp. 214-215.
29. 1 2  Halpern, p. 215.
30. ↑  Barrett, p. 125.
31. ↑  Barrett, p. 146.
32. ↑  Staff, Battle for the Baltic Islands, pp. 71-72.
33. ↑  Staff, Battle for the Baltic Islands, p. 81.
34. ↑  Staff, Battle for the Baltic Islands, p. 140.
35. ↑  Staff, Battle for the Baltic Islands, p. 145.
36. ↑  Tarrant, pp. 280-281.
37. ↑  Tarrant, pp. 281-282.
38. 1 2  Tarrant, p. 282.
39. ↑  Herwig, p. 252.
40. 1 2  Herwig, p. 256.
41. ↑  Herwig, pp. 254-255.
42. ↑  Herwig, p. 255.